# Minuskuł 32
Minuskuł 32 (wedle numeracji Gregory—Aland), ε 296 (von Soden) – rękopis Nowego Testamentu pisany minuskułą na pergaminie w języku greckim z XII wieku. Przechowywany jest w Paryżu. Dawniej był znany jako Colbertinus 6511.

## Opis rękopisu
Kodeks zawiera tekst czterech Ewangelii, na 244 pergaminowych kartach (14,7 cm na 10,9 cm).
Tekst rękopisu pisany jest jedną kolumną na stronę, w 21 linijek na stronę.
Tekst Ewangelii dzielony jest według κεφαλαια (rozdziały) oraz według Sekcji Ammoniusza, których numery umieszczono na marginesie. Sekcje Ammoniusza zostały opatrzone odniesieniami do Kanonów Euzebiusza. Tekst ewangelii zawiera τιτλοι (tytuły) do rozdziałów.

## Tekst
Grecki tekst Ewangelii reprezentuje bizantyńską tradycję tekstualną. Aland zaklasyfikował go do kategorii V.
Tekst Pericope adulterae został opuszczony.

## Historia
Paleograficznie rękopis datowany jest przez INTF na wiek XII.
Johann Jakob Wettstein wciągnął go na listę rękopisów Nowego Testamentu.
Rękopis badał John Mill (Colbertinus 5), Scholz oraz Paulin Martin.
Obecnie przechowywany jest we Francuskiej Bibliotece Narodowej (Gr. 116) w Paryżu.
Nie jest cytowany w krytycznych wydaniach greckiego Novum Testamentum Nestle-Alanda (NA26, NA27).